# Waluigi
Waluigi er en fiktiv figur i Nintendo som er Luigis onde dobbeltgænger. Han er partner til Wario. Han er blevet skabt af "Fumihide Aoki" og stemmelægge af Charles Martinet. Waluigi ser mest på Mario Party og Mario Sports. Waluigi optråte også i Super Smash Bros., i Smash Bros. optråte han som en "Assist Trophy". Waluigi har kommet til at være en af mest populær spilfigur.
| Biografi | Spire Denne biografi er en spire som bør udbygges. Du er velkommen til at hjælpe Wikipedia ved at udvide den. |